# Gwenview
Gwenviewは、KDE デスクトップ環境向けの画像ビューアである。現在のメンテナは Aurélien Gâteau である。「Gwen」という単語はブルトン語で「白」という意味で、ファーストネームとしてよく使われる。

## 機能
Gwenviewは、KDE 3 でも利用可能であったが、KDE 4 バージョンでは、ユーザインタフェースが単純であり、素早く画像を閲覧できる。Gwenviewは画像を表示する際にも使われる。フルスクリーンインタフェースも提供しており、スライドショーとして画像を表示することにも利用できる。
Gwenview の主な特徴は以下に示す通りである。
- ディレクトリブラウザ
- 画像ビューア
- メタデータのコメント編集ソフト
- 現在のディレクトリ内のサムネイル画像表示
- 画像を操作するのに KIPI (KDE Image Plugins Interface) プラグインを使っている
- SVG と ビデオ のサポート
- ファイルフォーマット、ファイル名のパターンと日付に基づくフィルタリング

## 履歴
KDE 3 向けの最新版は、2007年9月にリリースされたバージョン 1.4.2である。